# Arthur Vaags bogsamling
Arthur Vaags bogsamling er en færøsk bogsamling som ved et gavebrev af 15. september 1971 blev overdraget fra Arthur Vaag til biblioteket ved det daværende Sydjysk Universitetscenter. Værkerne omhandler færøske forhold, med tekster på færøsk, dansk eller engelsk.
Samlingen omfatter både fagbøger og skønlitterære værker, og forblev de første år efter overdragelsen hos Arthur Vaag på Mandø, hvorefter den i 1974 blev overført til det daværende SUC's bibliotek. Samlingen er siden blevet suppleret ved yderligere gaver og omfatter i dag i alt 774 titler (bøger og tidsskrifter) svarende til 955 bind.
Med gavebrevet fulgte i 1971 et kortkatalog, udarbejdet af Esbjerg Kommunes Hovedbibliotek, og SUC har siden - i 1979 - ladet alle kartotekskort fotokopiere til en registrant i hæfteform, således at samlingens indhold kan studeres og gøres til genstand for udlån som led i bibliotekernes almindelige lånesamarbejde fra andre lokaliteter end universitetsbiblioteket i Esbjerg. Bøgerne kan benyttes ifølge Syddansk Universitetsbiblioteks almindelige regler for benyttelse af ældre bøger.

## Ekstern henvisning og kilde
- Arthur Vaags færøske bogsamling på Syddansk Universitetsbibliotek

55°29′28″N 8°26′58″Ø / 55.491026°N 8.449573°Ø
|  | Denne artikel om lokaliteten Arthur Vaags bogsamling kan blive bedre, hvis der indsættes et (bedre) billede. Du kan hjælpe ved at afsøge Wikimedia Commons for et passende billede eller lægge et op på Wikimedia Commons med en af de tilladte licenser og indsætte det i artiklen. |